# Sprung Monkey
Sprung Monkey je americká hudební skupina, která vznikla v roce 1991 v San Diegu v Kalifornii. V dnešní pětičlenné sestavě jsou Steve Summers (zpěv), Mike Summers a William Riley (kytaristi), Ernie Longoria (bubny), and Tony Delocht (basová kytara).
Kapela dodnes nahrála čtyři studiová alba, největší úspěch zaznamenala s hitem „Get 'Em Outta Here“ z třetího alba Mr. Funny Face, díky kterému pak doprovázeli kapelu The Offspring na turné při vydání jejich alba Americana. Kapela také nazpívala několik písní k filmovým soundtrackům, například píseň „So Cal Loco (Party Like a Rockstar)“ se objevila ve filmu Hele vole, kde mám káru?.
Píseň Get a Taste se objevila ve filmu Sexy Party ve dvou scénách. Nazpívali také několik písní k televiznímu seriálu Buffy, přemožitelka upírů, kde se objevili například písně „Believed“, „Saturated“, „Swirl“ a „Things Are Changing“, a také písně „Right My Wrong“ a „Reluctant Man“. V letech 2002 až 2005 měla skupina období nečinnosti.

## Diskografie
- Situation Life (1993)
- Swirl (1995)
- Mr. Funny Face (1998)
- Get A Taste (2001)